# Conquest Racing
A Conquest Racing é uma equipe norte-americana de corridas automobilísticas que competiu até 2007 pela Champ Car, e que em 2008, após a fusão entre IRL e Champ Car, foi a 1ª equipe a se transferir oficialmente para a categoria reunificada.

## História
Fundada pelo ex-piloto belga Éric Bachelart, que teve passagem discreta pela então CART entre 1992 e 1995, a Conquest estreou no automobilismo competindo na Indy Lights, tendo como pilotos o brasileiro Felipe Giaffone e os norte-americanos Chris Manninga e Jamie Manninga (irmão de Chris), respectivamente apoiados pela Hollywood e pela Mi-Jack.
Em 2001, deu o salto diretamente para a IRL, disputando as duas últimas corridas da temporada com o francês Laurent Redon, que marcou 45 pontos. No ano seguinte, disputou sua primeira temporada completa, novamente com Redon, que contando com o bom desempenho do conjunto Dallara-Infiniti, terminou o campeonato em décimo-segundo lugar, com 229 pontos. Ao final da temporada, Redon anuncia que estava abandonando as pistas (o motivo foi um grave acidente nas 500 Milhas de Indianápolis, tendo batido juntamente com Buddy Lazier), e a Conquest fica sem piloto para 2003.

## CART/Champ Car
Sem Redon, a Conquest deixa a IRL pela primeira vez e migra para a CART, já em seu último ano com tal denominação. Para o lugar do francês, Bachelart confirma a contratação de Mário Haberfeld, que disputara a Fórmula 3000 no ano anterior. O piloto brasileiro conquistaria um quarto lugar em sua primeira prova na categoria, o GP de St. Petersburg, conquistando ainda dois quintos lugares, garantindo a ele a 12ª colocação no campeonato.
Para a temporada de 2004, a Conquest fecha contrato com o inglês Justin Wilson e com outro brasileiro, Alex Sperafico, que não rende o esperado na equipe (terminou as oito provas que disputou do 10º lugar para baixo), tendo marcado 47 pontos. Em seu lugar, entra o jovem francês Nelson Philippe, então com 17 anos (faria 18 dois dias antes do GP de Vancouver). Wilson, tal como Alex Sperafico, supera o novato com menos facilidade, obtendo 188 pontos, contra 89 de Philippe.
Entre 2005 e 2007, a Conquest correu novamente com Philippe (113 pontos em 2005 e 28 em 2007), o canadense Andrew Ranger (140 em 2005 e 200 em 2006), o holandês Charles Zwolsman (161 pontos em 2006), o neozelandês Matt Halliday (18 pontos em 2007) e o belga Jan Heylen (104 pontos). Para a temporada de 2008, o brasileiro Enrique Bernoldi e o francês Franck Perera foram contratados para formarem a nova dupla da equipe, mas a Champ Car e a IRL anunciaram a reunificação das duas categorias e o campeonato é cancelado, sendo realizada apenas a etapa de Long Beach, que serviu como prova de despedida da CC. A Conquest foi a primeira equipe da categoria a oficializar a migração para a IRL, juntamente com Perera.

## Retorno à IRL

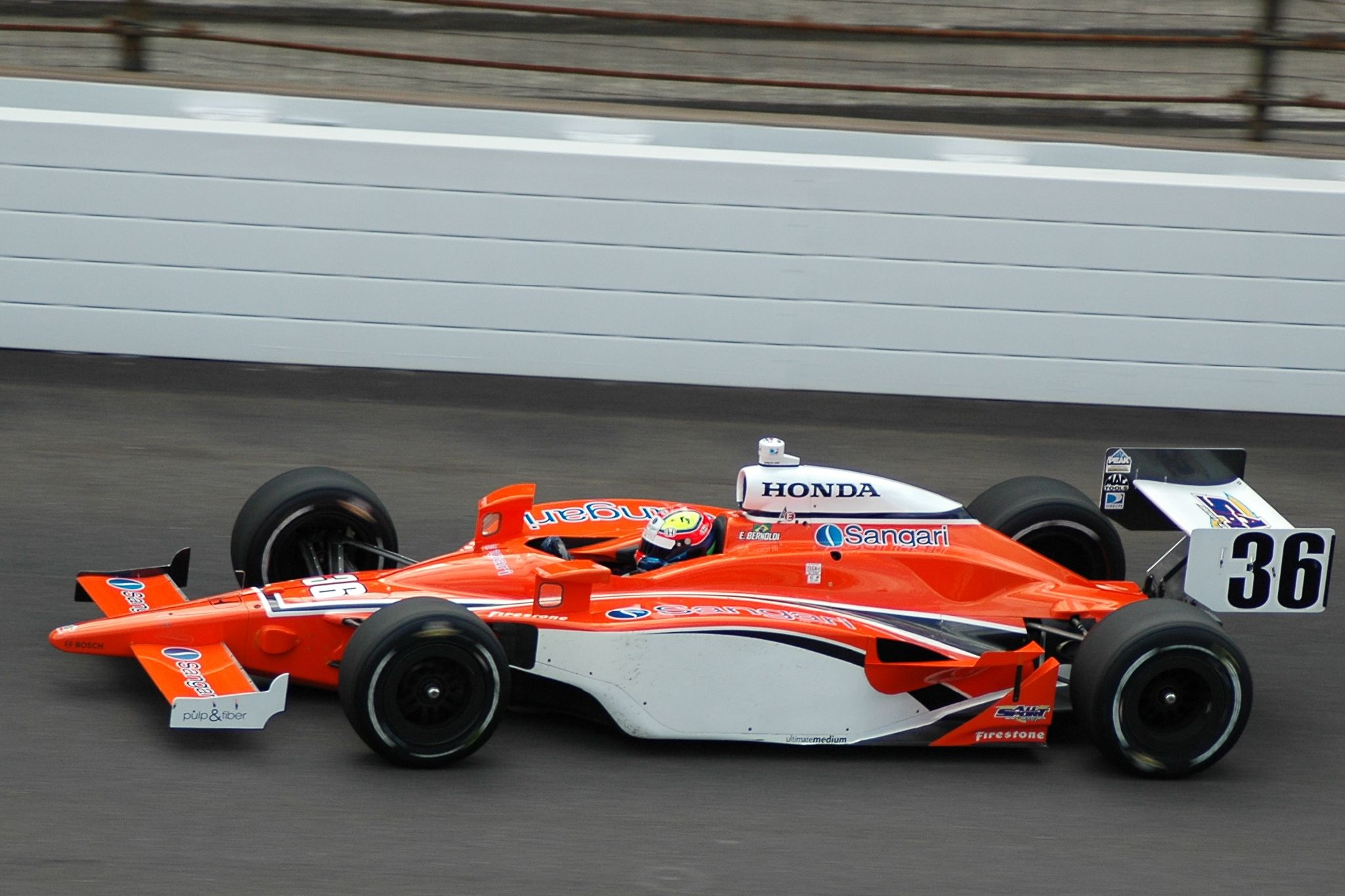
O brasileiro Enrique Bernoldi, então piloto da Conquest, treina para as 500 Milhas de Indianápolis de 2008.

Perera e Bernoldi seguiram na Conquest, agora na recém-unificada IRL (agora rebatizada de IndyCar). O francês disputa apenas 2 provas e marca 29 pontos, sendo substituído por outro brasileiro, Jaime Câmara. Bernoldi também não chegou a completar a temporada, em decorrência de uma lesão na mão sofrida no GP de Mid-Ohio e ter disputado as duas provas seguintes no sacrifício, sendo substituído pelo canadense Alex Tagliani, que renova o contrato para o ano seguinte. O destaque positivo foi no GP de Richmond, quando o piloto goiano liderou 44 voltas, antes de abandonar a prova quando estava em terceiro lugar, em decorrência de uma batida.
Em 2009, Tagliani disputa a temporada em caráter integral, mas não consegue a vaga na Indy 500. Bruno Junqueira, que fora inscrito com o carro #36 e obtivera a classificação, foi obrigado a ceder a vaga ao canadense. Nelson Philippe, que regressou à Conquest para a prova de Sonoma, acabou sofrendo um sério acidente com o australiano Will Power e não disputou a corrida. O japonês Kosuke Matsuura foi o quarto piloto que guiou o carro da equipe, participando apenas da etapa de Motegi.
Na temporada seguinte, a Conquest surpreendeu ao ter usado, durante toda a temporada, seis pilotos: Bertrand Baguette disputou 16 provas; Mario Romancini, 11; Francesco Dracone, duas; Tomas Scheckter, Roger Yasukawa e Sebastián Saavedra correram uma prova cada.
A temporada de 2011 foi a última disputada pela Conquest, que vivia situação financeira instável. Saavedra, que disputara apenas o GP de Homestead de 2010, renovou seu vínculo e disputou 14 etapas (ficou de fora em Motegi e Kentucky por motivos de patrocínio), tendo sua vaga ocupada por João Paulo de Oliveira em Motegi, e por Dillon Battistini na etapa de Kentucky. A inglesa Pippa Mann disputou apenas as 500 Milhas de Indianápolis pela equipe.
Éric Bachelart chegou a pensar na possibilidade da Conquest disputar a temporada de 2012 da IndyCar, mas desistiu. A equipe, no entanto, formalizou uma parceria com a Andretti Autosport na etapa de São Paulo e da Indy 500, colocando um carro para a brasileira Bia Figueiredo disputar as duas corridas. Fora da IRL, o time disputou a American Le Mans Series e, em 2013, anunciou o encerramento das atividades.
Após 5 anos fora das pistas, a Conquest decidiu se inscrever para o IMSA Prototype Challenge com 2 carros, pilotados por Aaron Povoledo e Ross Chouest.

## Pilotos

### CART/Champ Car
- Mário Haberfeld (2003)
- Matt Halliday (2007)
- Jan Heylen (2007)
- Nelson Philippe (2004-2005, 2007)
- Andrew Ranger (2005-2006)
- Laurent Rédon (2002)
- Alexandre Sperafico (2004)
- Justin Wilson (2004)
- Charles Zwolsman (2006)
- Matt Halliday (2007)
- Jan Heylen (2007)

### IndyCar Series
- Laurent Rédon (2001-2002)
- Franck Perera (2008)
- Enrique Bernoldi (2008)
- Jaime Câmara (2008)
- Alex Tagliani (2008-2009)
- Bruno Junqueira (2009)
- Nelson Philippe (2009)
- Kosuke Matsuura (2009)
- Bertrand Baguette (2010)
- Mario Romancini (2010)
- Francesco Dracone (2010)
- Tomas Scheckter (2010)
- Roger Yasukawa (2010)
- Sebastián Saavedra (2010-2011)
- João Paulo de Oliveira (2011)
- Dillon Battistini (2011)
- Pippa Mann (2011)